# 陳文香
陳文香（越南语：／，發音：[t͡ɕən˨˩ van˧˧ hɨəŋ˧˧]；1903年12月1日—1982年1月27日），越南共和國政治人物，曾擔任越南共和國總理和副總統，也是倒數第二位越南共和國總統。

## 生平

### 早年經歷
陳文香在1903年12月1日出生於越南永隆省週城郡隆洲村（今永隆省永隆市）一個貧窮的儒教家庭中。他幼時被送到了寄養家庭中，後來成爲了教師。1921年，他獲得了小學教師證書。陳文香大學就讀河內師範學院，畢業後擔任大學教授和西寧的教育科長，他培養了許多著名的學生（如楊文明）。1945年八月革命爆發時，陳文香加入越盟，當法國奪回印度支那，他擔任西寧省的公民抵抗委員會主席。1955年他出任西貢市長，後來為了抗議吳廷琰的獨裁而辭職。
吳廷琰被推翻後，他在1964年欣然再任西貢市長。

### 第一次總理任期
1964年9月26日，在美國的施壓下，阮慶將軍和他的軍政府中的高級軍官們通過組建國家高級委員會來創造一個文官統治的表像，這是一個類似於立法機構的顧問機構。
國家高級委員會選擇了年邁的文官潘克丑出任國家元首，而潘克丑則選擇了陳文香擔任總理這個擁有更大的權力的職務。然而，真正的權力保留在了阮慶和高級將領們的手中。當時，西貢和華盛頓都計劃對北越進行大規模轟炸，以阻止共產主義的擴張，但在開始空襲之前，他們正在等待南方局勢的穩定。在對待異見人士方面，陳文香以態度強硬著稱，他在上任的第一次講話中表示：“必須要尊重公共秩序，必須要有國家的紀律，”並發誓要“清理和簡化”政府，對共產主義分子進行“全面戰爭”。他對佛教徒的態度強硬，宣佈限制公衆抗議，並指責釋智光是共產主義者，而釋智光則指責陳文香是吳廷琰的支持者，並以反對新的民政府的大規模抗議作爲回應，要求將他撤職。陳文香利用軍隊驅散示威活動，導致了暴力衝突。
阮慶和一些年輕的將軍們希望將服役超過25年的軍官強行退役，他們認爲這些軍官沒有生氣且效率低下，最重要的是，他們是自己在權力上的競爭對手。大多數年長的軍官們擁有更多的經驗在法國殖民時期的越南國軍中，而一些年輕軍官認爲他們過於脫離當代的形勢。國家高級委員會拒絕批准該政策。有人猜測委員會這樣的做法是因爲他們當中的許多人也是年長者，因此對於年輕將軍們對待老年人的消極態度並不欣賞。12月19日星期六，將軍們通過逮捕一些成員來解散了國家高級委員會。陳文香一開始沒有說出來，但是他實際上在私下裏支持解散國家高級委員會，因爲他和青年軍官們都認爲這將使他們獲得更多的權力和影響力以應對阮慶。美國人對此十分憤怒，馬克斯維爾·泰勒大使事後會見陳文香時，敦促他否決國家高級委員會的解散。陳文香說，他和潘克丑並沒有被告知這些行動，但同意介入並接管該機構的工作。儘管如此，泰勒還是要求陳文香公開譴責這起政變，並呼籲軍隊釋放被捕者。陳文香還表示，他願意重組他的政府以滿足軍方的希望，保留他們的支持對於文官政府的運作非常重要。泰勒說，美國不同意軍政府統治，並且可能會減少援助，但陳文香不爲所動，並表示越南人民“採取更感性而非條文主義的方法”，民事程序和國家高級委員會的存在遠不如“領導者們的道德威望”那樣迫切。
後來，儘管泰勒請求將國家高級委員會被解散一事保密，並且希望可以推翻這一行動，年輕的將軍們還是召開了一次新聞發佈會，會上他們堅稱爲了國家的利益，國家高級委員會已經解散，並強調了他們對潘克丑和陳文香的持續信任。阮慶和年輕的將軍們私下裏與泰勒進行了激烈的爭吵，然後將他們的爭論告訴了媒體。對泰勒的挑戰爲阮慶在軍政府的同事中贏得了高度認可，因爲泰勒大使的行爲被視爲了對國家的侮辱。12月23日晚，阮慶說服了他的同僚們與他一起遊說陳文香，請他宣佈泰勒爲不受歡迎的人，並將他驅逐出南越。他們相信，陳文香無法拒絕任命了他的軍隊，而去站在外國勢力一邊。阮慶還告訴陳文香，如果泰勒不被驅逐，他和其他的將軍將在次日舉行媒體發佈會，並公佈大使與四人組衝突的“具體明細”以及他“給阮慶將軍的最後通牒”。然而，軍政府中的中央情報局線人向美國報告了這一事件，使得美國官員得以單獨遊說軍官以改變他們的立場。與此同時，美國人通知陳文香，如果泰勒被驅逐，美國將停止資金援助。第二天，將軍們改變了主意，當他們來到陳文香辦公室時，只要求他正式譴責泰勒在與阮慶及其四人組會面時的行爲，並“採取適當措施以維護全體越南武裝力量的榮譽並保持國家聲譽的完好”。
由於將軍們和陳文香不願意恢復國家高級委員會，泰勒派約翰·L·思羅克莫頓將軍去與他們會面並修復關係，越南人達到了他們的目的。南越人之所以在這場較量中獲勝，很大程度上是因爲美國人已經在該國家上投入了大量的錢，無法放棄它，在軍事統治的問題上輸給共產黨人。共產主義者的接管將是對蘇聯集團的一場重大公關政變。一位不願透露姓名的越南共和國政府官員說：“我們相對於美國人的最大優勢在於，他們比我們更想贏得戰爭。”軍方做出的唯一讓步是在1965年1月6日，他們正式將政治控制權移交給陳文香領導的臨時平民政府，並要求該政府在之後組織選舉。他們還同意指定一個文職機構，並釋放那些在12月被逮捕的人。三天后，陳文香和阮慶發佈官方聲明，在聲明中軍方再次重申他們通過民選立法機構和新憲法進行文官統治的承諾，並且“所有真正的愛國者們”將會被“真誠地聚集起來”，合作制定擊敗共產黨的計劃。
1965年1月，陳文香推出了一系列措施，通過使用來自美國的援助資金和裝備擴大軍事開支，並通過放寬徵兵條件來擴大武裝力量的規模，以加強反共戰爭的努力。這在全國範圍內引發了廣泛的反對陳文香的示威和騷亂，主要來自達到徵兵年齡的學生和支持談判的佛教徒。在順化，隨著5000名示威者襲擊美國信息服務圖書館並燒毀了8000本書，事態演變成爲騷亂。阮慶和阮正詩對騷亂和財產的破壞視而不見。據信，他們這樣做是為了讓混亂破壞陳文香政府並允許他們繼承權力。阮慶依賴於佛教徒的支持，所以幾乎沒有採取任何措施來遏制抗議活動。隨後阮慶決定讓武裝部隊接管政府。1月27日，阮慶在阮正詩和阮高祺的支援下，以一場不流血的政變驅逐了陳文香。他承諾，一旦局勢穩定下來，自己將離開政壇，並將權力移交給一個平民機構。據信，一些軍官支援阮慶增加權力，以便使他能在日後失敗並被永久罷免。阮慶維持了文官政府的表現，保留了傀儡國家元首潘克丑，並讓阮春瑩教授擔任代理總理。
阮慶將陳文香廢黜的行爲進一步加劇了美國人對他的反對，以及由於阮慶對佛教徒支持的依賴導致他不會對共產黨採取強硬態度的擔心。阮慶意識到了美國人對他的支持正在進一步消退後，他開始試圖與越共進行和平談判，但在他被推翻前並未與越共展開國任何會議或者談判，只是設法交換了信件。與此同時，這只會加劇美國策劃政變的努力，而去阮慶的許多同事們——主要是信奉天主教的大越黨支持者——當時在私下裏已經得出了結論，即阮慶將尋求與共產黨人達成協定。
他們中的許多人認爲阮慶把自己視作是“越南的西哈努克”，西哈努克親王作爲柬埔寨的君主通過迴避共產主義和反共主義集團，暫時避開了冷戰。2月上半月，針對阮慶的懷疑及證據開始變得可靠起來，例如他曾下令將共產黨領導人黃晉發的妻子從監獄中釋放出來。泰勒在華盛頓的上級開始與他的觀點保持一致，這使得他擁有了更大的空間來策動政變。

### 第二次總理任期

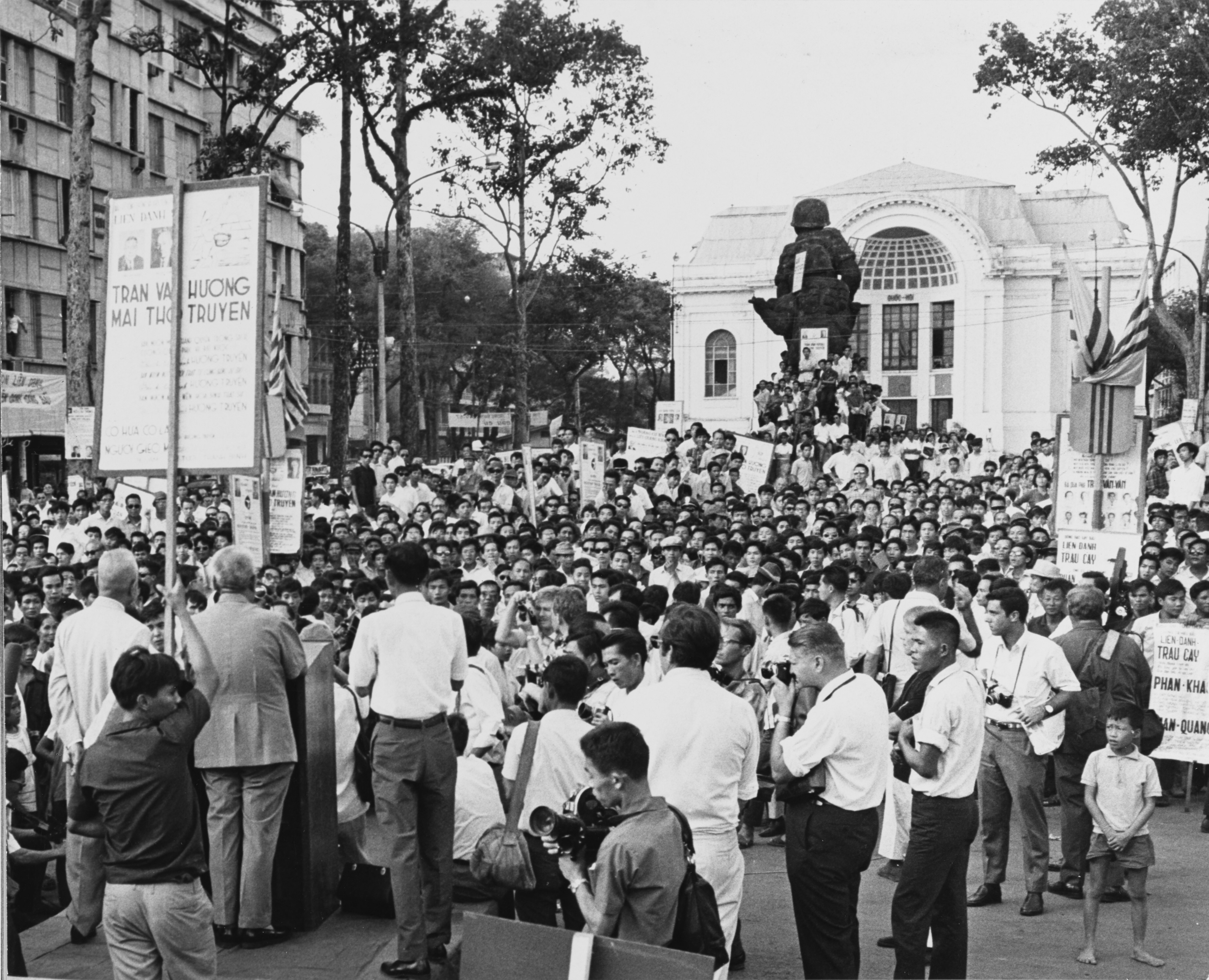
1967年陳文香與競選搭檔枚壽傳在西貢市中心的集會上發表演說

在1967年的越南共和國總統選舉中，陳文香以474,100票（10.0%）獲得第四名。
1968年5月，阮文紹總統任命陳文香接替阮文祿擔任總理職務。在與阮文紹、阮高祺和軍官和平民們進行了一周的談判后，陳文香組建了一個內閣，其代表來自於各個利益集團，但不包括民族主義者大越國民黨的成員。陳文香主要青睞技術官僚，他將阮文祿內閣的6名部長留在他的18人的內閣中。陳文香任命自己爲農村發展部部長，並負責綏靖。他在就職時表示：“這個國家的生死取決於這屆政府……我們將盡我們的所能來保護它。”
1969年3月5日，護送陳文香回家吃中飯的武裝車隊遭到身穿越南共和國別動軍制服的越共殺手襲擊。
陳文香擔任總理期間的實際影響力有限，因爲退役的前將軍阮文紹和他在軍隊裏的關係網繼續掌握着實權。1969年8月，阮文紹用陳善謙將軍取代了陳文香。

### 副總統
1971年，陳文香作爲總統候選人阮文紹的搭檔參選1971年越南共和國總統選舉，當選爲副總統，任期爲1971到1975年。期間陳文香陪同阮文紹前往台灣，以準備與北越的和平會談，但停火談判最後以失敗告終。

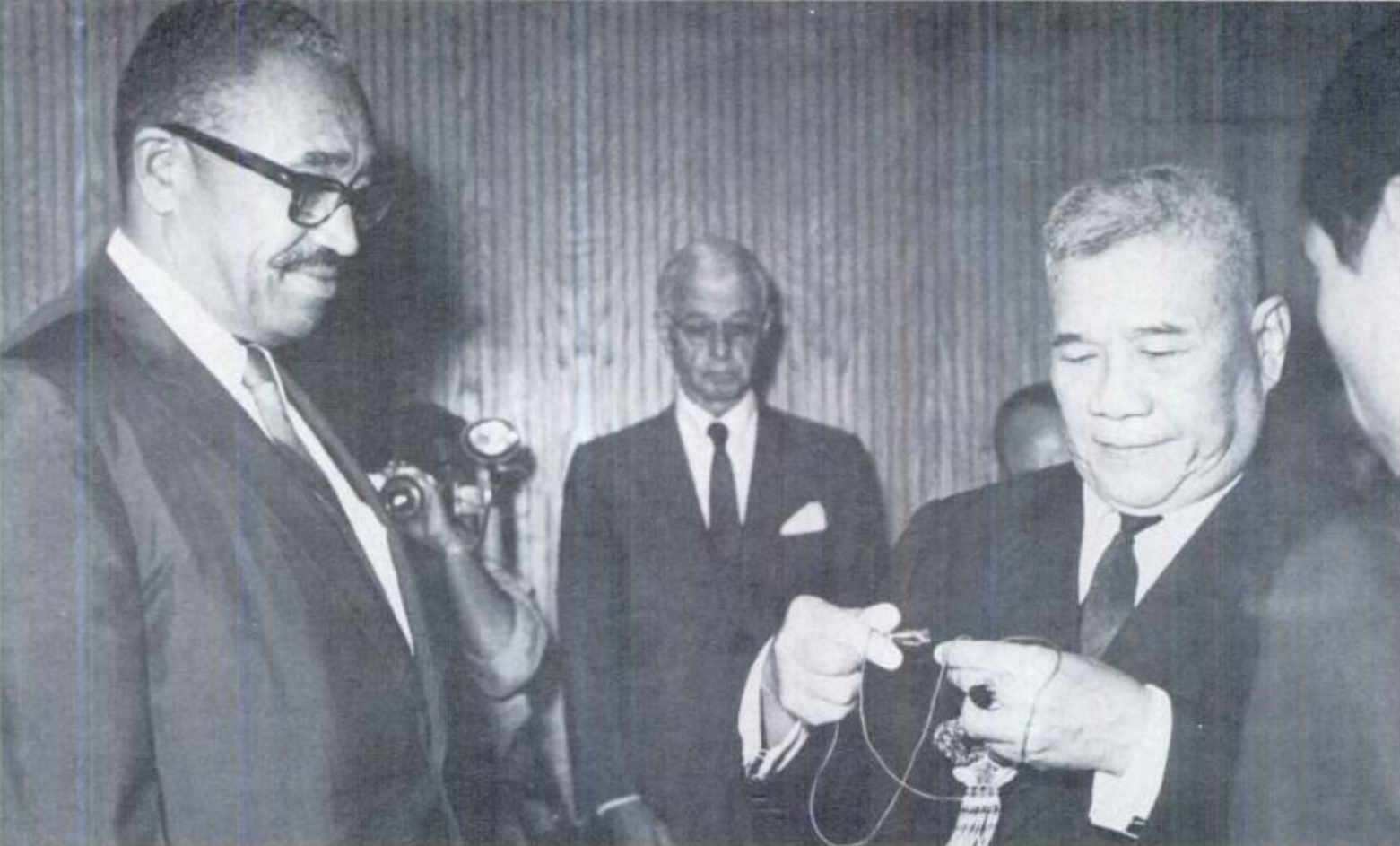
1968年越南共和國總理陳文香

### 總統
1975年4月21日，阮文紹辭職，陳文香接任代總統和總統，7天後他把職位交給楊文明將軍，楊文明在兩天以後向北越軍投降。

### 晚年
在西貢被北越佔領前，美國駐越南共和國大使葛拉漢·馬丁曾邀請陳文香離開越南，但是被他拒絕了。
西貢淪陷後陳文香一度被北越軍軟禁在宅內。1982年1月27日時，陳文香逝世，遺體被火化。

## 家庭
陳文香妻子劉氏肇（Lưu Thị Triệu），1974年12月30日去世，兩人育有兩個兒子：
- 長子陳文唯（Trần Văn Dõi，1924年－2011年），又名劉永州（Lưu Vĩnh Châu），越南人民軍工兵上尉[41][7]

- 次子陳文訂（Trần Văn Đính，1925年－），1975年越南共和國滅亡前逃往美國，定居於加州[41]

## 著作

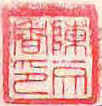
漢文印章「陳文香印」

陳文香也是一位詩人，除了自己創作詩歌外，他還爲裴有義的㗰劇《金石奇緣》做了註解：
- 《牢中冷韻》（Lao-Trung Lãnh-Vận），詩歌，1964年[2]
- 《季末花束》（Bó Hoa Cuối Mùa），詩歌，1965年[2]
- 《金石奇緣》（Kim Thạch Kỳ Duyên），由陳文香註釋，1966年，西貢開智書屋出版[2][44]

### 引用
1. ↑   (PDF). tranvanba.org.   [2022-06-30]. （原始内容存档 (PDF)于2021-02-11）.
2. 1 2 3 4  越南新聞社 1974，第347頁.
3. ↑  Lê Bình. . vietbao.com. 2018-02-02  [2022-06-30]. （原始内容存档于2021-04-14）.
4. ↑  The Press Secretary to the President of the Republic of Vietnam 1971，第17頁.
5. 1 2  . 時代雜誌. 1964-11-06  [2022-06-30]. ISSN 0040-781X. （原始内容存档于2021-02-01） （英语）.
6. ↑  . 紐約時報. 1964-10-31  [2022-06-30]. ISSN 0362-4331. （原始内容存档于2022-06-30） （美国英语）.
7. 1 2  Xuân Ba. . Báo điện tử Tiền Phong. 2005-05-07  [2022-06-30]. （原始内容存档于2022-04-26）.
8. ↑  Moyar 2006，第328頁.
9. 1 2  Kahin 1986，第233頁.
10. ↑  Moyar 2004，第765-766頁.
11. ↑  Kahin 1986，第240-280頁.
12. 1 2 3  Moyar 2006，第333頁.
13. ↑  Moyar 2004，第766-767頁.
14. 1 2  Moyar 2004，第769頁.
15. 1 2  Moyar 2006，第344頁.
16. ↑  Moyar 2004，第770頁.
17. 1 2  Moyar 2006，第345頁.
18. ↑  Shaplen 1966，第295頁.
19. 1 2 3  Kahin 1986，第258頁.
20. ↑  Kahin 1986，第256頁.
21. ↑  . 時代週刊. 1965-01-01  [2022-07-01]. （原始内容存档于2022-06-30） （英语）.
22. 1 2 3  Moyar 2006，第346頁.
23. 1 2  Moyar 2006，第347頁.
24. 1 2  Karnow 1997，第399頁.
25. ↑  Moyar 2006，第350頁.
26. 1 2  Shaplen 1966，第297頁.
27. 1 2 3  Kahin 1986，第267-269頁.
28. 1 2  Moyar 2004，第774-775頁.
29. ↑  Moyar 2006，第775頁.
30. ↑  Karnow 1997，第400頁.
31. ↑  Kahin 1986，第293頁.
32. ↑  Kahin 1986，第294-295頁.
33. ↑  Kahin 1986，第295頁.
34. 1 2 3  Kahin 1986，第511頁.
35. ↑  Kahin 1986，第296頁.
36. ↑  Nohlen, Grotz & Hartmann 2001，第331頁.
37. 1 2  . 時代週刊. 1968-05-31  [2022-07-03]. （原始内容存档于2022-07-03） （英语）.
38. ↑  . 参考消息. 1969-03-08  [2022-07-03]. （原始内容存档于2022-07-03）.
39. ↑  . 時代週刊. 1969-03-14  [2022-07-03]. （原始内容存档于2022-07-03） （美国英语）.
40. ↑  . 時代週刊. 1969-08-29  [2022-07-03]. （原始内容存档于2022-07-03） （美国英语）.
41. 1 2 3 4  Huy Phương. . www.nguoi-viet.com. 2012-05-21  [2022-06-30]. （原始内容存档于2017-07-15）.
42. ↑   (PDF). Nhật Báo Chính Luận. 1975-01-01  [2022-06-30]. （原始内容 (pdf)存档于2022-06-30） （越南语）.
43. ↑  The Press Secretary to the President of the Republic of Vietnam 1971，第18頁.
44. ↑  . 2019-06-24  [2022-06-30]. （原始内容存档于2022-06-30）.

### 來源
- 越南新聞社.  (pdf) 第三版. 西貢: 越南新聞社. 1974. （原始内容存档 (PDF)于2022-06-30）.
- The Press Secretary to the President of the Republic of Vietnam.  (PDF). 西貢. 1971  [2022-06-30]. （原始内容 (PDF)存档于2022-07-24）.
- Corfield, Justin. . Anthem Press. 2014. ISBN 9781783083336.
- Hammer, Ellen J. . 紐約: E. P. Dutton. 1987. ISBN 0-525-24210-4.
- Kahin, George McT. . 紐約: Knopf. 1986. ISBN 0-394-54367-X.
- Karnow, Stanley. . 紐約: Penguin Books. 1997. ISBN 0-670-84218-4.
- Langguth, A. J. . 紐約: Simon & Schuster. 2000. ISBN 0-684-81202-9.
- McAllister, James. . Modern Asian Studies (紐約: Cambridge University Press). 2008, 42 (4): 751–782  [2022-06-30]. doi:10.1017/s0026749x07002855. （原始内容存档于2017-08-26）.
- Moyar, Mark. . Modern Asian Studies (紐約: Cambridge University Press). 2004, 38 (4): 749–784. doi:10.1017/S0026749X04001295.
- Moyar, Mark. . 紐約: Cambridge University Press. 2006. ISBN 0-521-86911-0.
- Shaplen, Robert. . 倫敦: Andre Deutsch. 1966. OCLC 460367485.
- Tucker, Spencer C. . 圣巴巴拉 (加利福尼亚州): ABC-CLIO. 2000. ISBN 1-57607-040-9.
- Nohlen, Dieter; Grotz, Florian; Hartmann, Christof. . 牛津: 牛津大學出版社. 2001. ISBN 0-19-924959-8. OCLC 314157687.